# ハインリヒ・フォン・ブレンターノ

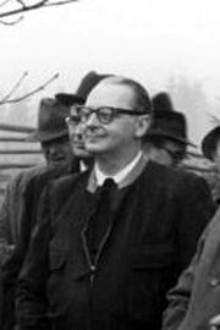
ブレンターノ（1956年1月）

ハインリヒ・フォン・ブレンターノ・ディ・トレメッツォ（Heinrich von Brentano di Tremezzo, 1904年6月20日 - 1964年11月14日）は、ドイツの政治家。所属政党はドイツキリスト教民主同盟 (CDU)。1955年から1961年に西ドイツ外相を務めたほか、1949年から1955年まで、および1961年から死去までドイツ連邦議会でCDU議員団長を務めた。

## 経歴
中央党の政治家、オットー・フォン・ブレンターノの息子としてオッフェンバッハ・アム・マインに生まれる。長兄クレメンスは外交官・駐イタリア大使、次兄ベルンハルトは作家になった。
1922年にアビトゥーアに合格後、法学を学ぶ。在学中はカトリック系学生団に所属した。1925年に第一次、1929年に第二次司法試験に合格。1930年にギーセン大学で法学博士号を取得した。1932年にダルムシュタット上級裁判所で弁護士となり、1943年からはハーナウで検事となった。1945年以後は公証人および弁護士となる。
1945年、CDUの結党に参加。1946年から1949年までヘッセン州議会議員を務める。1947年に党の州議会議員団長に就任。1948年から翌年まで議会の占領地位委員会副委員長。1949年に第1回ドイツ連邦議会選挙にベルクシュトラーセ郡から出馬して当選し、死去まで議席を維持した。同時に連邦議会CDU議員団長に就任。1952年には小選挙区制導入法案を提出した一人になった。1950年から1955年まで欧州評議会議員及び副議長を兼任。1952年7月から外相就任まで欧州議会議員を務めた。
西ドイツが外交主権を回復し北大西洋条約機構 (NATO) に加盟した後の1955年6月、コンラート・アデナウアー内閣の外相に任命された。1961年の総選挙後、連立交渉において自由民主党 (FDP) が外務政務次官のポストを要求して外交政策への関与を要求したため、10月にブレンターノは外相を辞任した。
ブレンターノは生涯結婚せず、母が1949年に亡くなるまでその世話をしていた。晩年は兄クレメンスが居候となっていたローマに滞在することが多かった。癌のためにダルムシュタットで死去し、その3日後に連邦議会で追悼が行われ、ダルムシュタットの墓地に埋葬された。

## 表彰
1956年にイタリア共和国功労勲章大十字章を受章。

## 関連文献
- ローラント・コッホ, Frank-Lothar Kroll: Heinrich von Brentano - Ein Wegbereiter der europäischen Integration. Oldenburg, 2004, ISBN 3486568205
- Daniel Kosthorst: Brentano und die deutsche Einheit. Die Deutschland- und Ostpolitik des Außenministers im Kabinett Adenauer 1955-1961. Droste, Düsseldorf 1993
- Arnulf Baring: Sehr verehrter Herr Bundeskanzler! - Heinrich von Brentano im Briefwechsel mit Konrad Adenauer 1949-1964. Hoffmann und Campe, Hamburg 1974